# Sphenomorphus neuhaussi
Sphenomorphus neuhaussi — вид сцинкоподібних ящірок родини сцинкових (Scincidae). Ендемік Папуа Нової Гвінеї.

## Поширення і екологія
Sphenomorphus neuhaussi мешкають в прибережних районах півострова Гуон на сході Нової Гвінеї. Вони живуть у вологих тропічних лісах, на висоті до 1800 м над рівнем моря.